# トマス・コヴェントリー (第2代コヴェントリー伯爵)

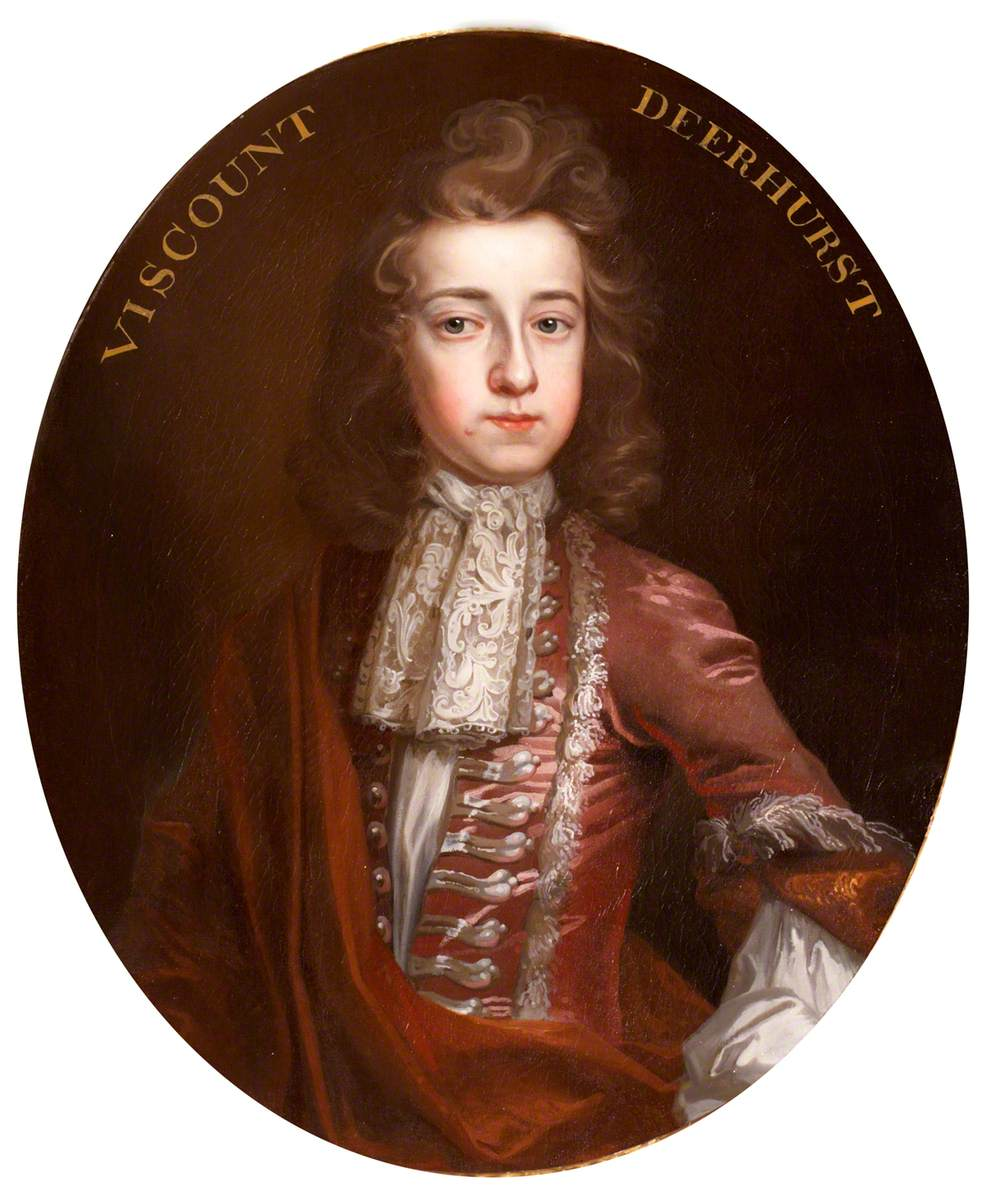
第2代コヴェントリー伯爵、1691年ごろ。

第2代コヴェントリー伯爵トマス・コヴェントリー（Thomas Coventry, 2nd Earl of Coventry、1662年ごろ – 1710年8月）は、イングランド貴族。1687年から1697年までトマス・コヴェントリー閣下、1697年から1699年までディアハースト子爵の儀礼称号を使用した。

## 生涯
初代コヴェントリー伯爵トマス・コヴェントリーと1人目の妻ウィニフレッド（Winifred、1694年6月11日没、ピアース・エッジカムの娘）の息子として、1662年ごろに生まれた。
1690年11月17日から1696年7月23日までウスターシャーの副統監を務めた。
1699年7月15日に父が死去すると、コヴェントリー伯爵位を継承した。同年9月22日にウスターシャー首席治安判事に任命され、1710年に死去するまで務めた。このほか、コヴェントリーの市裁判所判事も務めた。
1710年8月に死去、ウスターシャーのクルーム・ダビトットで埋葬された。息子トマスが8歳で爵位を継承したが、トマスは1712年1月28日、イートン・カレッジ在学中に死去、2代伯爵の同母弟ギルバートが爵位を継承した。

## 家族

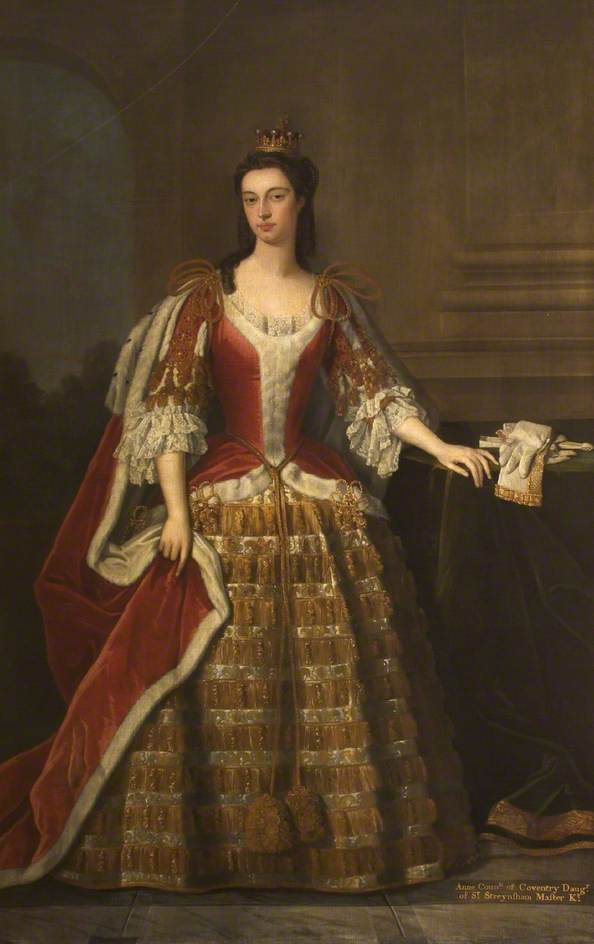
コヴェントリー伯爵夫人アン。

1691年5月4日、アン・サマセット（1673年7月22日 – 1763年2月14日、初代ボーフォート公爵ヘンリー・サマセットと妻メアリーの娘）と結婚した。
- トマス（1702年4月7日 – 1712年1月28日） - 第3代コヴェントリー伯爵[2]

トマス以外の子女は全員10歳足らずで早世した。2代伯爵は死去とともに多額の債務を残したが、アンはそれをすべて返済して、50年以上未亡人として過ごした。